# Struthiolaria
"Ostrich foot" redirects here. For the foot of an ostrich, see here.
Struthiolaria, thường được biết đến với tên the ostrich foot shells, là một chi ốc biển, marine động vật chân bụng động vật thân mềm thuộc họ Struthiolariidae.

## Các loài
Các loài trong chi Struthiolaria include:
- Struthiolaria ameghinoi Ihering, 1897
- Struthiolaria frazeri Hutton, 1917
- Struthiolaria nodulosa Lamarck
- Struthiolaria papulosa (Martyn, 1784)
- Struthiolaria papulosa gigas Sowerby, G.B. II, 1842
- Struthiolaria scutulata
- Struthiolaria vermis bradleyi Neef, 1970
- Struthiolaria vermis flemingi Neef, 1970
- Struthiolaria vermis grahami Neef, 1970
- Struthiolaria vermis powelli Neef, 1970
- Struthiolaria vermis vermis (Martyn, 1784)

## Hình ảnh

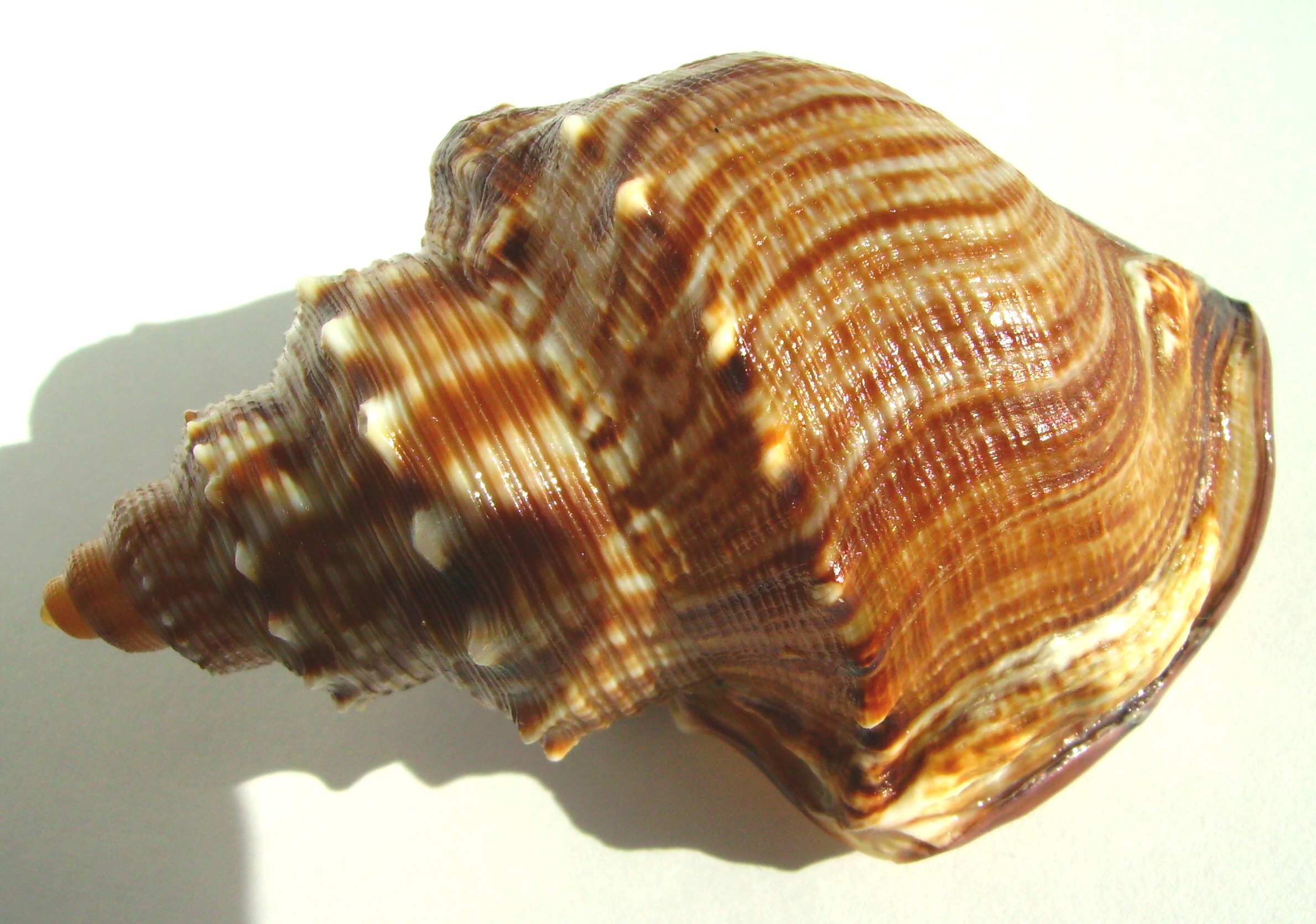